# Мокреці
Мокреці, мокрецеві, китичникові чи кистюхові комарі, цератопогоніди (Ceratopogonidae) — родина комах ряду Довговусі (Nematocera). Родину складає велика кількість паразитичних і вільно живучих видів. Як показує сама назва цих комах, їхнє проживання пов'язано з вологими місцями. Описано близько 4000 видів. Зокрема, мокреці роду Culicoides з підродини Ceratopogoninae переносять гельмінтози — підшкірний мансонельоз, серозні мансонельози з групи філяріїдозів.

## Опис
Мокреці найдрібніші з кровосисних двокрилих комах (1-3 мм довжини). У мокреців подовжене тіло сіруватого кольору, великі ниркоподібні очі, довгі вусики.

## Спосіб життя
Поширення мокреців дуже широке. Місцями їхнього виплоду можуть бути мілководні ділянки річок, озер, болота зі стоячою і слабо проточною водою, різні поглиблення ґрунту з водою, волога лісова підстилка тощо. Живляться кров'ю тварин та людей. Для мокреців більшості видів характерно напад на тварин і людей в ранкові та вечірні години і різке зменшення активності або майже повне його припинення днем (але деякі мокреці все ж нападають і вдень). При сильному вітрі живлення мокреців припиняється. Слабкий дощ не перешкоджає їхньому нападу на тварин.

## Життєвий цикл
Яйця цих комах розвиваються 3-6 днів. Стадія личинки в сприятливих умовах триває 2-3 тижні, а стадія лялечки — 3-7 днів. Зимують личинки і лялечки. Масовий виплід мокреців має локальний характер і пов'язаний зі сприятливими умовами середовища для розвитку, а також з наявністю тварин.

## Класифікація
Виділяють 5 підродин мокреців:
- Lebanoculicoidinae Borkent
- Leptoconopinae Noe
- Forcipomyiinae Lenz
- Dasyheleinae Lenz
- Ceratopogoninae Newman

та роди insertae sedis
- †Adelohelea Borkent
- †Alautunmyia Borkent
- †Archiculicoides Szadziewski
- †Atriculicoides Remm
- †Gerontodacus Borkent
- †Heleageron Borkent
- †Protoculicoides Boesel
- †Sinopogonites Hong